# Mistrzostwa Świata w Piłce Ręcznej Mężczyzn 1954
Mistrzostwa Świata w Piłce Ręcznej Mężczyzn 1954 – drugie mistrzostwa świata w piłce ręcznej mężczyzn, oficjalny międzynarodowy turniej piłki ręcznej organizowany przez IHF. Odbyły się w dniach 13–17 stycznia 1954 roku w Szwecji. W mistrzostwach wystąpiły jedynie europejskie drużyny, a tytuł wywalczyła reprezentacja gospodarzy.

## System rozgrywek
Sześć zespołów zostało podzielonych na dwie grupy. Zwycięzcy grup zagrali o 1. miejsce, zespoły z drugich miejsc o 3. miejsce, zaś ostatnie zespoły zagrały o 5. miejsce.

## Faza grupowa

### Grupa A
| 13 stycznia 1954 | Szwecja | 16:8(7:5) | Dania | Göteborg |
| 13 stycznia 1954 |         | 16:8(7:5) |       | Göteborg |

| 14 stycznia 1954 | Czechosłowacja | 18:13(9:8) | Dania | Jönköping |
| 14 stycznia 1954 |                | 18:13(9:8) |       | Jönköping |

| 15 stycznia 1954 | Szwecja | 23:14(10:6) | Czechosłowacja | Örebro |
| 15 stycznia 1954 |         | 23:14(10:6) |                | Örebro |

### Grupa B
| 12 stycznia 1954 | RFN | 27:4(12:1) | Francja | Kristianstad |
| 12 stycznia 1954 |     | 27:4(12:1) |         | Kristianstad |

| 14 stycznia 1954 | Szwajcaria | 11:11(3:2) | Francja | Malmö |
| 14 stycznia 1954 |            | 11:11(3:2) |         | Malmö |

| 15 stycznia 1954 | RFN | 20:9(10:5) | Szwajcaria | Lund |
| 15 stycznia 1954 |     | 20:9(10:5) |            | Lund |

## Faza pucharowa

### Mecz o 5. miejsce
| 16 stycznia 1954 | Dania | 23:11(9:3) | Francja | Växjö |
| 16 stycznia 1954 |       | 23:11(9:3) |         | Växjö |

### Mecz o 3. miejsce
| 17 stycznia 1954 | Czechosłowacja | 24:11(13:4) | Szwajcaria | Göteborg |
| 17 stycznia 1954 |                | 24:11(13:4) |            | Göteborg |

### Finał
| 17 stycznia 1954 | Szwecja | 17:14(8:5) | RFN | Göteborg |
| 17 stycznia 1954 |         | 17:14(8:5) |     | Göteborg |

## Zwycięzca
Szwecja

## Klasyfikacja końcowa
| Miejsce | Reprezentacja  |
| ------- | -------------- |
| złoto   | Szwecja        |
| srebro  | RFN            |
| brąz    | Czechosłowacja |
| 4.      | Szwajcaria     |
| 5.      | Dania          |
| 6.      | Francja        |

## Najlepsi strzelcy
| Pozycja | Zawodnik               | Zespół     | Gole |
| ------- | ---------------------- | ---------- | ---- |
| 1.      | Otto Maychrzak         | RFN        | 16   |
| 2.      | Per Theilmann          | Dania      | 15   |
| 3.      | Hansjakob Bertschinger | Szwajcaria | 12   |